# Kanton Mazamet-1
Der Kanton Mazamet-1 ist seit 2015 ein französischer Wahlkreis für die Wahl des Départementrats im Arrondissement Castres im Département Tarn in der Region Okzitanien; sein Bureau centralisateur befindet sich in Mazamet.

## Gemeinden
Der Kanton besteht aus neun Gemeinden und Gemeindeteilen mit insgesamt 16.897 Einwohnern (Stand: 1. Januar 2022) auf einer Gesamtfläche von 106,92 km²:
| Gemeinde         | Einwohner 1. Januar 2022 | Fläche km² | Dichte Einw./km² | Code INSEE | Postleitzahl |
| ---------------- | ------------------------ | ---------- | ---------------- | ---------- | ------------ |
| Aiguefonde       | 2.507                    | 19,13      | 131              | 81002      | 81200        |
| Aussillon        | 5.617                    | 10,26      | 547              | 81021      | 81200        |
| Boissezon        | 392                      | 19,36      | 20               | 81034      | 81490        |
| Caucalières      | 288                      | 12,80      | 23               | 81066      | 81200        |
| Lagarrigue       | 1.786                    | 4,86       | 367              | 81130      | 81090        |
| Mazamet          | 2.393                    | 0,91       | 2.630            | 81163      | 81200        |
| Noailhac         | 835                      | 20,77      | 40               | 81196      | 81490        |
| Payrin-Augmontel | 2.193                    | 12,84      | 171              | 81204      | 81660        |
| Valdurenque      | 886                      | 5,99       | 148              | 81307      | 81090        |
| Kanton Mazamet-1 | 16.897                   | 106,92     | 158              | 8116       | –            |

1. ↑   Nur der nordwestliche Teil der Gemeinde, der Rest gehört zum Kanton Mazamet-2 Vallée du Thoré.